# ジャン・ドラベーヌ
ジャン・ドラベーヌ（Jean Delaveyne、1919年4月7日 - 1996年11月25日）は、フランスのシェフ。
ミシェル・ゲラール、アラン・サンドランス、ジェラール・ポワイエなどがドラベーヌのレストランで学び、ジョエル・ロブションなどは交友によって多大な影響を受けた。
| スタブアイコン | サブスタブ | この項目は、まだ閲覧者の調べものの参照としては役立たない、人物に関連した書きかけの項目です。この項目を加筆・訂正などしてくださる協力者を求めています（P:人物伝/PJ:人物伝）。 |